# The Valley of Fear (1916)
The Valley of Fear ist ein britischer Abenteuerfilm von Alexander Butler aus dem Jahr 1916.

## Hintergrund
Der Film ist eine Adaption des Sherlock-Holmes-Romans Das Tal der Angst von Arthur Conan Doyle. Der Film gilt als verschollen.
Hauptdarsteller H.A. Saintsbury (1869–1939) galt als Europas führender Holmes-Darsteller und hatte ihn mehr als 1400 Mal auf der Bühne dargestellt; dies ist der einzige Film seiner Karriere.
Erstmals tritt Holmes’ Nemesis Professor Moriarty in Erscheinung.